# 법실증주의
법실증주의(法實證主義)는 넓은 의미에서 법의 실재면(實在面)을 경험적으로 고찰하는 경향의 법사상·법학이다.
콩트가 사회학을 처음 제창한 이래의 여러 경험 과학의 발달에 따라 19세기에 법의 영역에도 나타난 역사 법학·이익 법학·법사학 등이 이에 속한다. 협의로는 경험적으로 존재하는 법으로서의 실정법만을 법으로 하는 법사상·법학으로서, 법률 실증주의·실증법주의라고도 한다. 개념 법학(槪念法學)·일반 법학·분석 법학·방법론적 자각(自覺)을 가지고 행하여진 순수 법학 등이 이에 속한다. 국가의 법적 중앙 집권이 여러 실정법을 정비함으로써 확립된 때에 실정법 질서는 이성법 체계로서의 자연법의 구현을 위하여 완전무결이라 생각되었으며, 법률가는 주어진 이 실정법을 금과옥조(金科玉條)로 하고 법조문의 개념 구성만을 일삼아, 여기에 법실증주의가 생기게 되었다.
법실증주의는 실정법과 그 이외의 정의, 자연법, 도덕률을 의식적으로 구별하고, 후자를 법의 고찰로부터 배제한다.
주권자의 명령에 구애받는 법과 그 이외의 규범을 분석한 오스틴의 분석 법학, 다시 여기에 더하여 역사·사회·정치 이데올로기 등의 실정법 이외의 일체를 배제한 켈젠의 순수 법학은 대표적인 것이다.
또한 법실증주의는 한때는 신(新)칸트파의 비판을 받았는데, 그것은 “악법도 법이다.”라고 하는 실정법주의이며, 독일에서는 나치 전제 정치(專制政治)에 봉사하는 것이 되었다. 그리하여 전후 자연법 및 법사회학으로부터 법실증주의 극복의 소리가 높아졌다.
법실증주의에는 실정법에 의한 인권의 보호, 거래의 안전 등의 효용이 있다.

## 같이 보기
- 법자연주의
- 자연법론 - 법실증주의와 자연법론은 서로 대립하여 온 오래된 법사상이다.